# CO.BR.A.
CO.BR.A. è stato un movimento artistico d'avanguardia europeo attivo dal 1948 sino al 1951. Il nome fu coniato nel 1948 da Christian Dotremont, facendolo derivare dalle iniziali del nome delle città dei vari componenti: Copenaghen, Bruxelles, Amsterdam.
CO.BR.A venne formato dalla mescolanza dal gruppo Reflex fiammingo, dal gruppo astratto surrealista danese Høst, dal gruppo belga "Revolutionary Surrealist Group" e Noiret, dal movimento nucleare italiano.
Il gruppo tenne due grandi esibizioni: una al Stedelijk Museum ad Amsterdam nel 1949; la seconda al Palais des Beaux-Arts a Liegi nel 1951.
La principale caratteristica del gruppo CO.BR.A risiede nella pittura semiastratta, utilizzando colori molto brillanti, violente pennellate e figure umane distorte, ispirate all'arte primitiva, ed ai motivi fantastici e grotteschi caratteristici della cultura nordeuropea, molto simile all'Action Painting americano. Ne risultò una visione animistica del quadro, paragonabile ad un essere vitale.
Questo gruppo è considerato una pietra miliare dell'Espressionismo astratto europeo e svolse un ruolo importante per il superamento del contrasto figurazione-astrazione tipico di quegli anni. Tra gli autori di maggior rilievo si considerano Asger Jorn, Karel Appel, Guillame Corneille, Pierre Alechinsky, Bengt Lindström.
Esiste un museo dedicato al gruppo CO.BR.A. ad Amstelveen che mostra i lavori di Karel Appel e diversi altri artisti internazionali d'avanguardia.

## Partecipanti
Alcuni autorevoli partecipanti al gruppo CO.BR.A. sono:
| - Pierre Alechinsky, (nato nel 1927) - Else Alfelt, (1910-1974) - Karel Appel, (1921-2006) - Jean-Michel Atlan, (1913-1960) - Mogens Balle, (1921-1988) - Ejler Bille, (1910-2004) - Eugene Brands, (1913-2002) - Pol Bury, (1922-2005) - Hugo Claus, (1929-2008) - Georges Collignon, (1923-2002) - Constant, (1920-2005) - Corneille, (1922-2010) - Christian Dotremont, (1922-1979) - Wim de Haan, (1913-1967) - Jacques Doucet, (nato nel 1924) - Lotti van der Gaag - William Gear, (1915-1997) - Stephen Gilbert, (nato nel 1910) - Karl Otto Götz (1914-2017) - Svavar Guðnason, (1909-1988) | - Reinhoud d'Haese, (1928-2007) - Henry Heerup, (1907-1993) - Egill Jacobsen, (1910-1998) - Édouard Jaguer (1924-2006) - Asger Jorn, (1914-1973) - Bengt Lindström (1925-2008) - Lucebert, (1924-1994) - Jørgen Nash, (1920-2004) - Jan Nieuwenhuys, (1922-1986) - Erik Ortvad, (1917-2008) - Pieter Ouborg, (1893-1956) - Carl-Henning Pedersen, (1913-2007) - Jean Raine (1927-1986) - Anton Rooskens, (1906-1976) - Erik Thommesen, (1916-2008) - Raoul Ubac, (1910-1985) - Theo Wolvecamp, (1925-1992) |